# Antunes e Bandeira
Antunes e Bandeira foi uma série de desenho animado brasileira criada pelo cartunista Stil e exibida em 1980. Destacou-se como uma das primeiras animações brasileiras na época, ao lado da Turma da Mônica, sendo que diferente desta última, o desenho de Stil foi sendo esquecido pelo público ao longo dos anos. Seu estilo é bem fiel ao de animações americanas como Warner Bros. ou Hanna-Barbera. Em 2010 foi adquirida pela Intervalo Produções, na qual possui os direitos da série atualmente.

## Sinopse
Um tamanduá detetive Bandeira e seu ajudante atrapalhado Antunes que é um anta gordo vivem fazendo as mais doidas investigações.

## Elenco
- Pietro Mário como "Antunes"
- Jorgeh Ramos como "Bandeira"

Participações
- Maralisi Tartarine como "Formiguinha" e "Lobismulher" (O lobo se estrepa)
- Celia Cordeiro como "Feiticeira" e "Madame" (A feiticeira da Baixada)

## Episódios
Alguns poucos episódios foram produzidos, mas perderam-se com o tempo. Os únicos dois registros estão disponíveis na internet através do site de vídeos YouTube.
- O lobo se estrepa - Antunes e Bandeira, que estão há bastante tempo resolver um caso, recebem uma ligação de uma moça que está apavorada com um lobisomem em sua casa. Ao chegarem ao local, os detetives tentam capturar a criatura e descobrem que a mesma está tentando fugir das exigências de tarefas domésticas de sua mulher.
- A feiticeira da Baixada - Os detetives são chamados por uma madame que está sofrendo com azares provocados por uma feiticeira que reside na Baixada, e negociam uma mercadoria para desfazer a magia.